# بویری (دشتستان)
بویری روستایی در حال پیشرفت از توابع بخش شبانکاره شهرستان دشتستان در استان بوشهر ایران است.
محصولات این روستا شامل صیفی جاتی از قبیل تنباکو ،خربزه، هندوانه ،کاهو و … می‌باشد. این روستا درخت‌هایی همچون گز ،خرزه، خرما دارد. در این روستا پرورش دام، مرغ، اردک، زنبورعسل و شترمرغ در حال انجام و توسعه است.
این روستا به دو بخش بویری علیا و بویری سفلی تقسیم‌بندی می‌شود که اولیا به قسمت بالای روستا و سفلی به قسمت پایین روستا گفته می‌شود که البته در سال‌های اخیر این دو قسمت با هم ترکیب شده‌اند و روستای بویری را کامل کرده‌اند اما هنوز هم بیشتر با نام اولیا و سفلی گفته می‌شود

## جمعیت روستا
این روستا در دهستان شبانکاره قرار دارد و براساس سرشماری مرکز آمار ایران در سال ۱۳۹۵، جمعیت آن ۱۵۱۶ نفر (۳۲۸خانوار) بوده‌است و جمعیت این روستا طبق نتایج با اختلاف کمی در سال‌های اخیر رو به افزایش است